# ای. ادوارد سادرلند
اِی. ادوارد سادرلند (انگلیسی: A. Edward Sutherland؛ ‏ ۵ ژانویهٔ ۱۸۹۵ –  ۳۱ دسامبر ۱۹۷۳) کارگردان اهل بریتانیا بود.
از فیلم‌هایی که وی در آن‌ها نقش داشته است، می‌توان به عضو معمولی باشگاه، سوزان دیوانهٔ سرکش و گردآوری اشاره نمود.